# Слабительные средства

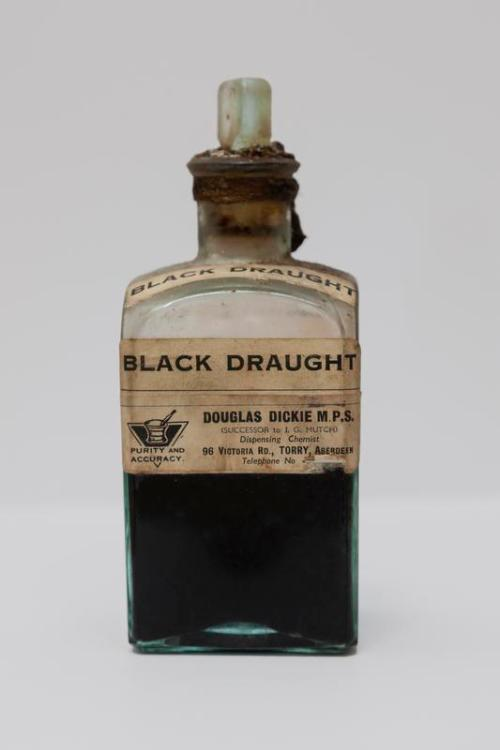
Пузырёк со слабительным начала XX века

Слаби́тельные средства — класс лекарственных препаратов (фармакологическая группа), применяющихся для лечения запоров, АТХ код A06. Механизмы действия — усиление перистальтики толстого кишечника и торможение обратного всасывания воды в толстом кишечнике.
Применяют слабительные для стимуляции моторики кишечника по разным показаниям. Наиболее часто их назначают при запорах. При этом в случае кратковременных запоров используют солевые слабительные, касторовое масло, фенолфталеин, а при хронических запорах — растительные слабительные, содержащие антрагликозиды (препараты ревеня, сенны, крушины), фенолфталеин, изафенин, вазелиновое масло, морскую капусту, слабительные свечи. Для удаления ядов и токсинов из желудочно-кишечного тракта при острых отравлениях применяют главным образом солевые слабительные. Кроме того, солевые слабительные назначают после приема некоторых противоглистных средств для ускорения их выведения и предотвращения токсического эффекта. Для очищения кишечника перед рентгенологическим исследованием, ректо- или колоноскопией используют касторовое масло, препараты сенны, ревеня и пр.

## История
Ранее широко были распространены растительные средства, содержащие антрагликозиды (экстракт сенны, ревень); солевые слабительные и первые синтетические (фенолфталеин). В настоящее время все эти препараты выпускаются редко, из-за того, что разработаны новые препараты, с лучшим соотношением эффективность/безопасность.
Среди современных слабительных можно выделить группу слабительных стимулирующего действия, в том числе на основе лактулозы.

## Классификация
По силе действия слабительные иногда условно делят на послабляющие (aperitiva), препараты средней силы действия (laxantia) и драстические (drastica). Послабляющие вызывают мягкий оформленный стул, по консистенции близкий к нормальному. Свойствами послабляющих обладают морская капуста, агар-агар, сера очищенная, а также слабительные растительного происхождения (препараты сенны, крушины, ревеня и др.), касторовое и вазелиновое масла, сульфат магния и сульфат натрия в малых дозах. Кроме того, послабляющий эффект дают некоторые фрукты (яблоки, виноград, чернослив и др.).
Слабительные препараты средней силы действия вызывают кашицеобразный или жидкий стул. К ним относят фенолфталеин и изафенин. Аналогичным действием обладают солевые слабительные (сульфат магния, сульфат натрия) в средних терапевтических дозах и послабляющие слабительные в высоких дозах.
Проносные слабительные вызывают обильный жидкий стул и бурную перистальтику кишечника, сопровождающуюся нередко болями в животе и тенезмами. Драстический эффект оказывают солевые слабительные и касторовое масло в высоких терапевтических дозах, а также подофиллин (препарат цитотоксического действия, наружного применения, расстройства ЖКТ возможны как побочный эффект).
По механизму действия среди слабительных выделяют препараты, вызывающие увеличение объёма и разжижения содержимого кишечника, что ведет к механическому раздражению рецепторов кишечника, — солевые слабительные, препараты, вызывающие химическое раздражение рецепторов слизистой оболочки кишечника, — растительные слабительные, содержащие антрагликозиды (препараты крушины, ревеня, сенны и др.), касторовое масло, фенолфталеин, изафенин и др.; препараты, размягчающие каловые массы и вследствие этого механически облегчающие их продвижение, — вазелиновое масло, растительные масла.
Современная анатомо-терапевтическая классификация выделяет 6 групп препаратов, обладающих слабительным действием:
1. A06AA Смягчающие препараты
2. A06AB Контактные слабительные
3. A06AC Слабительные, увеличивающие объём кишечного содержимого
4. A06AD Осмотические слабительные
5. A06AG Слабительные препараты в клизмах
6. A06AX Прочие слабительные

## Применение
Большинство слабительных применяется на ночь, чтобы период усиления перистальтики пришёлся на утреннее время.
При систематическом применении слабительных средств к ним может развиться привыкание. В этом случае следует чередовать различные препараты. При передозировке слабительного возможны понос, рвота, коликообразные боли в животе; при длительном назначении — нарушения водно-солевого обмена, атония толстой кишки. Кроме этих проявлений побочного действия, характерных для группы слабительных средств в целом, отдельные препараты могут вызывать и другие побочные эффекты. Так, при применении препаратов ревеня возможны окрашивание мочи, пота и молока (у кормящих матерей) в жёлтый (при кислой реакции среды) или в красноватый (при щелочной реакции среды) цвет, нарушения функции печени. Фенолфталеин при щелочной реакции мочи окрашивает её в красный цвет, может вызывать аллергические реакции, сердцебиение. При длительном применении фенолфталеина у детей возможна остеомаляция. Частое использование солевых слабительных, касторового или вазелинового масла иногда приводят к нарушениям пищеварения.
Применение слабительных противопоказано при острых воспалительных заболеваниях желудочно-кишечного тракта, наличии механических препятствий для продвижения содержимого кишечника, маточных кровотечениях, острых лихорадочных состояниях. С осторожностью следует назначать слабительные при беременности, во время менструации, в старческом возрасте. Солевые слабительные, особенно сульфат магния, нельзя использовать при почечной недостаточности.